# Jüdischer Friedhof (Windecken)

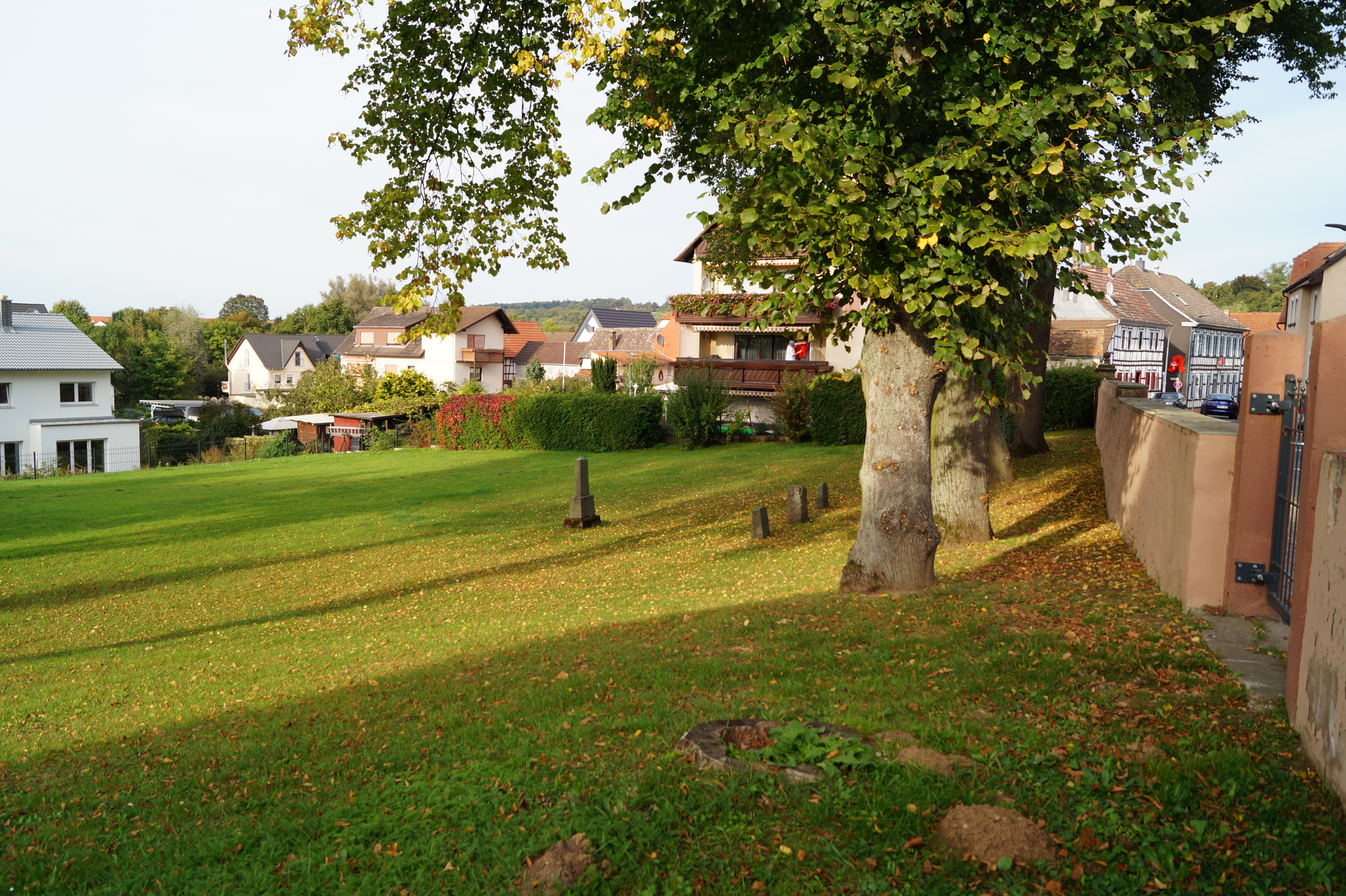
Ansicht des Geländes von Südwesten

Der Jüdische Friedhof Windecken war der Friedhof für die Einwohner jüdischen Glaubens in Windecken, Stadt Nidderau im Main-Kinzig-Kreis in Hessen.

## Geografische Lage
Der jüdische Friedhof befindet sich an der Ecke der Eugen-Kaiser-Straße/ehemalige B 45 westlich des historischen Ortskerns von Windecken. Gegenüber liegt das Evangelische Gemeindezentrum, an dessen Stelle sich zuvor der alte christliche Friedhof Windeckens befand. Unterhalb verläuft die Nidder bzw. der Mühlgraben.

## Geschichte

### Gründung
Einwohner jüdischen Glaubens sind seit dem 14. Jahrhundert in Windecken nachweisbar. Bis zum Jahr 1497 bestatteten die Windecker Juden ihre Toten auf dem Jüdischen Friedhof Battonnstraße in Frankfurt. Es sind 47 Windecker Juden namentlich bekannt, die in Frankfurt beerdigt wurden. Im Jahr 1482 beschloss der Frankfurter Rat eine drastische Erhöhung der Bestattungsgebühren, nachdem bereits 1438–1444 das Recht auswärtiger Juden auf eine Bestattung in Frankfurt in Frage gestellt wurde. Verschiedene schriftliche Vermittlungsversuche des Grafen Philipp des Jüngeren von Hanau-Münzenberg, zu dessen Territorium auch Windecken gehörte, schlugen fehl. Die Auseinandersetzung zog sich über mehrere Jahre hin. 1494 wurde die Not offensichtlich, als bei einem Großbrand in Niederrodenbach sieben Juden ums Leben kamen, deren Angehörige zum Teil aufgrund der Beerdigungskosten in Frankfurt gepfändet wurden.
Schließlich zog der Graf im Jahr 1497 die Konsequenz und wies den Juden der Grafschaft Hanau-Münzenberg ein Gelände in Windecken als Friedhof zu. Am 4. November 1497 wird beurkundet, dass Philipp Graf von Hanau mit Billigung des Mainzer Vikars Wolf von Bicken der Judenschaft gestattet hat, ihre doden corper in der Windecker Terminei zu begraben und ihnen dazu einen Garten vor dem Steder Tore neben dem Rhaitshoffe, dem Schafhof gelegen, zugewiesen hat.

### Frühe Neuzeit
Auch die Bestattung auswärtiger Juden, vorwiegend aus der Grafschaft, wurde bereits 1497 geregelt. So bestatteten die Hanauer Juden bis zur Errichtung des zweiten Hanauer Judenfriedhofs 1603/1608 in Windecken, die Einwohner Bockenheims jüdischen Glaubens bis 1714, aus Heldenbergen bis 1818, sowie diejenigen aus Marköbel bis 1824. Der Friedhof wurde somit zu einer Art Zentralfriedhof für die Juden in der Grafschaft Hanau-Münzenberg. Dank einer eigenen Synagoge, Judengasse und eigenem Friedhof war Windecken der Vorort für die jüdischen Bewohner der Grafschaft Hanau-Münzenberg bis zur erneuten Ansiedlung einer jüdischen Gemeinde in Hanau im Jahr 1603.
Erweiterungen des Friedhofes sind durch Urkunden (meist Grundstückskauf) in den Jahren 1715, 1835 und 1884 nachweisbar. Seit 1824 waren die Gemeindeältesten verpflichtet, ein Synagogenbuch in deutscher Sprache zu führen. Das Buch der Windecker Gemeinde wurde im November 1938 beschlagnahmt und im Reichssippenamt auf Mikrofilm verfilmt. Die Filmrolle gelangte nach 1945 an das Hessische Hauptstaatsarchiv in Wiesbaden, so dass die Namen der Toten seit etwa 1825 bekannt sind. Zwischen 1825 und 1925 fanden rund 200 Beisetzungen auf dem Windecker Friedhof statt.

### Zerstörung
Durch die Repressionen der Nationalsozialisten sank die Zahl der in Windecken lebenden Juden von 31 im Jahr 1933 auf 12 im November 1938. Bei der vorletzten Beerdigung auf dem Friedhof im August 1935 (Kaufmann Julius Kahn) wurden die Bewohner massiv durch die SA eingeschüchtert, so dass nur wenige Nichtjuden daran noch teilnahmen. Als letzter Mensch wurde im April 1937 Willi Müller auf dem Friedhof beigesetzt.
Der Friedhof ist vermutlich im November 1938, als auch die Synagoge, das Gemeindehaus und die jüdische Schule zerstört wurden, geschändet und entweiht worden. Die meisten Grabsteine wurden umgeworfen. Genaue Angaben dazu existieren nicht. Am 22. Mai 1939 wurden Beerdigungen auf dem Friedhof durch den Landrat untersagt, jüdische Beisetzungen sollten ausschließlich auf dem Friedhof in Langenselbold erfolgen. Im Januar 1941 folgte die landespolizeiliche Schließung. Bereits im Jahr zuvor musste Salli Reichenberg als Vorsitzender der jüdischen Gemeinde das Gelände weit unter Preis (3444 m² zu 0,10 Reichsmark pro Quadratmeter = 344,40 RM) an die Stadt verkaufen. Der Kaufvertrag datiert auf den 15. April 1940, der Betrag wurde jedoch nicht an die Gemeinde ausgezahlt, sondern von der Windecker Stadtkasse an die von der Gestapo kontrollierte Reichsvereinigung der Juden in Deutschland überwiesen.
Der geschändete Friedhof lag in den folgenden Jahren brach. Ein Teil der Grabsteine wurde 1942 für 100 RM an einen Steinmetzen aus Bruchköbel verkauft. Dieser arbeitete sie vermutlich erneut zu Grabsteinen um. Ein anderer Teil wurde 1942 als Treppenstufen für einen Aufgang des Windecker Rathauses wiederverwendet. Nachdem das Gelände abgeräumt war, wurde dort 1943 eine Baracke als Kindergarten oder Kinderheim der Nationalsozialistischen Volkswohlfahrt errichtet. Der Kindergarten wurde nach dem Luftangriff auf Hanau am 19. März 1945 aufgelöst, um in dem Gebäude drei ausgebombte Familien unterzubringen.

### Nachkriegszeit
Der Kauf des Geländes 1940 durch die Stadt wurde durch das Militärregierungsgesetz Nr. 59 unwirksam. 1949 wandte sich die Stadt deshalb an die Jewish Restitution Successor Organization (JRSO), um das Gelände zu kaufen. In den 1950er Jahren entstand zusätzlich Druck von Nachkommen jüdischer Familien aus Windecken, den Friedhof wiederherzustellen, wogegen sich die Stadt zunächst sperrte. Nachdem ein erstes Urteil die Stadt zur Rückgabe an die JRSO zwang, verglichen sich im Juni 1955 die Parteien darauf, dass die Baracke abzubrechen und das Gelände wiederherzustellen sei. Dies geschah 1957. Im selben Jahr wurde ein Gedenkstein für die Toten der jüdischen Gemeinden Windecken und Ostheim mit einem Davidstern aufgestellt. Bei den Arbeiten wurden noch vier ältere Grabsteine aus Sandstein wiedergefunden und größtenteils in Nachbarschaft des Gedenksteines aufgestellt, allerdings mit Ausrichtung nach Süden statt nach Osten. Die 1942 abgeräumten Grabsteine blieben verschollen.

## Anlage
Der Friedhof besitzt heute noch eine Größe von 1879 m², war aber früher erheblich größer. An der Südseite, wo sich das Eingangstor befindet, wird er von einer Bruchsteinmauer begrenzt, an den anderen Seiten jeweils von einem Metallzaun. Ein Schlüssel für das Tor ist bei der Friedhofsverwaltung erhältlich.
Neben dem Gedenkstein befinden sich nur noch vier Grabsteine mit kaum lesbarer Inschrift auf dem Gelände, davon drei in direkter Nachbarschaft des Gedenksteines:
- Malchen Adler, geb. Strauss (geb. 1837 in Ober-Seemen, gest. 1897 in Ostheim)
- Moritz Stern (geb. 1874, gest. 1909 in Windecken)
- Ephraim Wolf (gest. 1888 in Windecken)

Am unteren Ende des Zaunes befindet sich ein stark verwitterter vierter Stein.